# Явожня
Явожня (пол. Jaworznia) — село в Польщі, у гміні Пекошув Келецького повіту Свентокшиського воєводства.
Населення — 1375 осіб (2011).
У 1975-1998 роках село належало до Келецького воєводства.

## Демографія
Демографічна структура на день 31 березня 2011 року:
|          | Загалом | Допрацездатний вік | Працездатний вік | Постпрацездатний вік |
| -------- | ------- | ------------------ | ---------------- | -------------------- |
| Чоловіки | 657     | 144                | 452              | 61                   |
| Жінки    | 718     | 133                | 437              | 148                  |
| Разом    | 1375    | 277                | 889              | 209                  |